# National Soccer League 1988
La National Soccer League 1988 fue la decimosegunda temporada de la National Soccer League, la liga de fútbol profesional en Australia. Desde 1977, la Federación de Fútbol de Australia (FFA) estuvo al frente de la organización. Se disputó hasta 2004, para darle paso a la A-League (llamada Hyundai A-League), que comenzó en la temporada 2005-06. En esta competición participaron 14 clubes.
Durante la temporada regular, los clubes disputaron 26 partidos, siendo el Wollongong City, Sydney Croatia y South Melbourne FC los clubes que más puntos acumularon, con un total de 34, seguidos por el Marconi Fairfield con 32. Los cinco primeros equipos con mejores puntajes clasificaron a una ronda eliminatoria, para definir al campeón. De los cinco clasificados, el Sydney Croatia y Marconi Fairfield llegaron a la final que se disputó el 9 de septiembre de 1988, ante 17 064 espectadores.
La final la ganó el Marconi Fairfield, después de ganar en los tiros desde el punto penal. En los noventa minutos reglamentarios el partido terminó empatado. De esta manera el Marconi Fairfield obtuvo el campeonato australiano.
En cuanto a los premios de la competición, el futbolista con más goles fue Frank Farina del Marconi Fairfield con 16 goles, Brian Garvey del South Melbourne el mejor técnico y Paul Wade del South Melbourne y una vez más Frank Farina como los mejores jugadores del año.

## Equipos clasificados
| - Marconi Fairfield - Wollongong Wolves - Adelaide City FC - APIA Leichhardt Tigers - Sydney Olympic FC - Sunshine George Cross FC - Brunswick Juventus | - Footscray JUST - South Melbourne FC - Saint-George Saints FC - Preston Lions SC - Melbourne Croatia FC - Sydney Croatia FC - Brisbane Lions SC |

## Clasificación
| Posición              | Equipo                 | PJ | PG | PE | PP | GF | GC | GD  | Puntos |
| --------------------- | ---------------------- | -- | -- | -- | -- | -- | -- | --- | ------ |
| 1                     | Wollongong City        | 26 | 13 | 8  | 5  | 44 | 32 | +12 | 34     |
| 2                     | Sydney Croatia         | 26 | 15 | 4  | 7  | 38 | 30 | +8  | 34     |
| 3                     | South Melbourne FC     | 26 | 13 | 8  | 5  | 36 | 29 | +7  | 34     |
| 4                     | Marconi Fairfield      | 26 | 12 | 8  | 6  | 46 | 26 | +20 | 32     |
| 5                     | Sydney Olympic         | 26 | 9  | 9  | 8  | 28 | 22 | +6  | 27     |
| 6                     | Adelaide City          | 26 | 10 | 7  | 9  | 36 | 35 | +1  | 27     |
| 7                     | Sunshine George Cross  | 26 | 11 | 5  | 10 | 38 | 39 | -1  | 27     |
| 8                     | St. George Saints      | 26 | 10 | 6  | 10 | 41 | 35 | +6  | 26     |
| 9                     | Melbourne Croatia      | 26 | 9  | 6  | 11 | 28 | 33 | -5  | 24     |
| 10                    | Footscray JUST         | 26 | 7  | 9  | 10 | 34 | 32 | +2  | 23     |
| 11                    | APIA Leichhardt Tigers | 26 | 8  | 7  | 11 | 28 | 35 | -7  | 23     |
| 12                    | Preston Lions FC       | 26 | 5  | 12 | 9  | 29 | 35 | -6  | 22     |
| 13                    | Brunswick Juventus     | 26 | 7  | 5  | 14 | 31 | 43 | -12 | 19     |
| 14                    | Brisbane Lions         | 26 | 4  | 4  | 18 | 28 | 59 | -31 | 12     |
| Estadísticas finales. |                        |    |    |    |    |    |    |     |        |

|  | |
|  | Equipos clasificados a eliminatorias.                                                                                    |
|  | El Brunswick Juventus fue relegado a la National Premier Leagues Victoria y Brisbane Lions a la Brisbane Premier League. |

## Rondas eliminatorias

### Primera ronda
- Sydney Croatia 2-1 South Melbourne[6]

- Marconi Fairfield 3-1 Sydney Olympic[7]

### Semifinal
- Wollongong City 0-0 (3-4) Sydney Croatia[8]

- South Melbourne 1-2 Marconi Fairfield[9]

### Final preliminar
- Wollongong City 0-2 Marconi Fairfield[10]

### Final
| 9 de septiembre de 1988 | Sydney Croatia           | 2-2 (4-5) | Marconi Fairfield             |                                 |                                 |
|                         | Hunter 57' - Lamond 108' | Reporte   | Calderon 39' - Nastevski 117' | Asistencia: 17 064 espectadores | Asistencia: 17 064 espectadores |

## Premios
- Jugadores del año: Paul Wade (South Melbourne); Frank Farina (Marconi Fairfield)[1]
- Jugador del año categoría sub-21: Paul Trimboli (South Melbourne)[1]
- Goleador: Frank Farina (Marconi Fairfield - 16 goles)[1]
- Director técnico del año: Brian Garvey (South Melbourne)[1]

### Otros datos de interés
- Partidos con más goles:

- Marconi Fairfield 6-0 Sunshine George Cross
- St George 6-0 Adelaide City
- Wollongong City 6-1 Brisbane Lions